# 루티나 웨슬리
루티나 웨슬리(Rutina Wesley, 1979년 2월 1일 ~ )는 미국의 배우이다.